# حسن خل
حسن خل (حسن خیل) یک منطقه مسکونی در افغانستان که استان زابل واقع شده است.